# توفرافوس

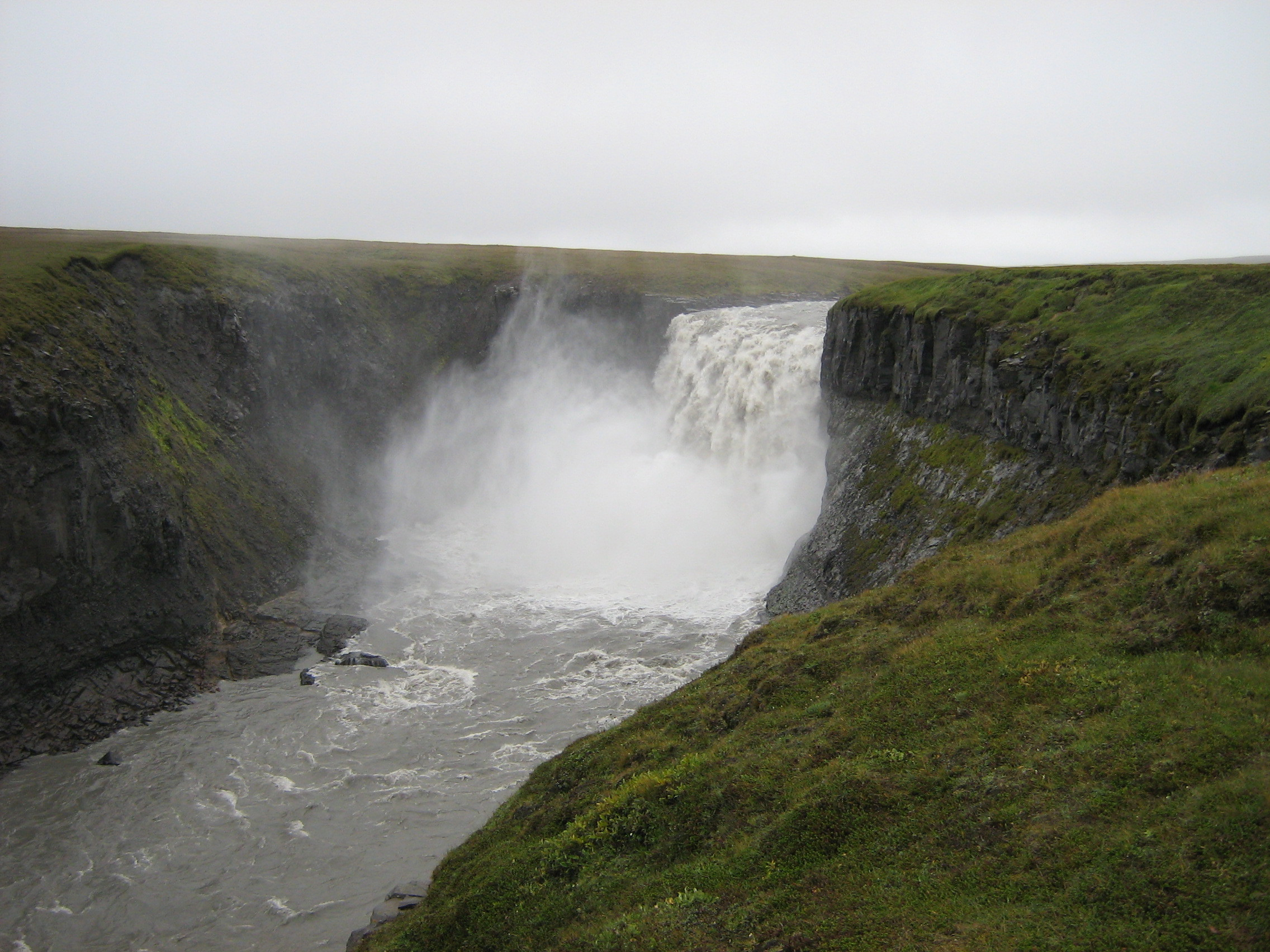

توفرافوس (به ایسلندی: Kringilsárfoss) آبشاری در شرق ایسلند بود.
مسیر توفرافوس در پاییز ۲۰۰۶ به دلیل ایجاد مخزن نیروگاه در ساحل غربی رودخانه هالسون ناپدید شد. این مخزن متعلق به نیروگاه کراهنجوکار است. این آبشار ۲۴ متر ارتفاع داشت. رودخانه کرینگیلسا در حال حاضر به جای اینکه مانند قبل به جوکولسا برو برود، مستقیماً به مخزن می‌ریزد.